# Marko Pantelić
Marko Pantelić (Servisch: Марко Пантелић) (Belgrado, 15 september 1978) is een voormalig Servisch betaald voetballer die bij voorkeur in de aanval speelde. Zijn laatste profclub was Olympiakos Piraeus, dat hem in 2010 transfervrij inlijfde nadat zijn contract bij AFC Ajax afliep. In 2003 debuteerde hij in het Servisch voetbalelftal, waarvoor hij 43 officiële interlands speelde.

## Carrière
Terwijl hijzelf in de jeugd van Rode Ster Belgrado speelde, kreeg de vader van Pantelić een baan in Thessaloniki en nam zijn gezin mee naar Griekenland. Pantelić was veertien jaar toen hij zijn eerste professionele contract tekende bij Iraklis FC waar hij 2,5 jaar speelde. Op 17-jarige leeftijd vertrok hij naar Paris Saint-Germain en speelde daar met spelers als Raí, Marco Simone en Leonardo. Omdat hij niet veel in actie kwam bij PSG, ging hij voor een seizoen naar Lausanne-Sport, waar hij veertien goals scoorde in 21 Zwitserse competitie duels.
Pantelić' volgende club werd Celta de Vigo, waardoor hij meteen werd uitgeleend aan Sturm Graz.
In de zomer van 2002 keerde Pantelić terug naar Servië om te onderhandelen over een transfer naar Rode Ster Belgrado. Uiteindelijk kreeg hij een contract bij FK Sartid en leidde dat team in 2003 naar winst in de Beker van Joegoslavië. In januari 2004 werd Pantelić alsnog door Rode Ster overgenomen.
Op 31 augustus 2005 vertrok Pantelić voor 250.000 euro naar Hertha BSC. Hij scoorde elf goals in 28 competitieduels voor Hertha. In april 2006 werd hij vervolgens voor onbepaalde tijd gecontracteerd door Hertha, voor 1,5 miljoen euro. In juni 2009 werd dit contract ontbonden.
Op 1 september 2009 haalde AFC Ajax Pantelić transfervrij en kreeg een contract voor de duur van 1 jaar. Op zondag 13 september 2009 kwam Pantelić als invaller het veld in en debuteerde voor Ajax in de 6-0 gewonnen wedstrijd tegen NAC Breda. Op zondag 27 september 2009 maakte Pantelić zijn eerste treffer voor Ajax in de met 3-0 gewonnen wedstrijd tegen ADO Den Haag. Na één seizoen vertrok Pantelic naar Olympiakos Piraeus nadat de onderhandelingen over een nieuw contract op niets uitliepen.
Zijn eerste doelpunt voor de Griekse topclub maakte hij in de wedstrijd tegen Panserraikos FC. Hierna zouden er nog 19 doelpunten volgen in 37 competitiewedstrijden. Nadat zijn contract in 2013 niet verlengd werd, beëindigde hij zijn actieve voetballoopbaan.

### Statistieken
| Seizoen         | Club                       |                      | Competitie        | Competitie | Competitie | Beker | Beker | Internationaal | Internationaal | Overig | Overig | Totaal | Totaal |
| Seizoen         | Club                       | Wed.                 | Competitie        | Dlp.       | Wed.       | Dlp.  | Wed.  | Dlp.           | Wed.           | Dlp.   | Wed.   | Dlp.   |        |
| --------------- | -------------------------- | -------------------- | ----------------- | ---------- | ---------- | ----- | ----- | -------------- | -------------- | ------ | ------ | ------ | ------ |
| 1996/97         | Iraklis Saloniki           | Vlag van Griekenland | Alpha Ethniki     | 8          | 4          | ?     | ?     | ?              | ?              | —      | —      | 8      | 4      |
| Club totaal     | Club totaal                | Club totaal          | Club totaal       | 8          | 4          | 0     | 0     | 0              | 0              | 0      | 0      | 8      | 4      |
| 1997/98         | Paris Saint-Germain        | Vlag van Frankrijk   | Ligue 1           | 3          | 0          | 1     | 0     | 0              | 0              | —      | —      | 4      | 0      |
| Club totaal     | Club totaal                | Club totaal          | Club totaal       | 3          | 0          | 1     | 0     | 0              | 0              | 0      | 0      | 4      | 0      |
| 1998/99         | → FC Lausanne-Sport (huur) | Vlag van Zwitserland | Ligue Nationale A | 21         | 14         | ?     | ?     | ?              | ?              | —      | —      | 21     | 14     |
| Club totaal     | Club totaal                | Club totaal          | Club totaal       | 21         | 14         | 0     | 0     | 0              | 0              | 0      | 0      | 21     | 14     |
| 1999/00         | Celta de Vigo              | Vlag van Spanje      | Primera División  | 0          | 0          | 0     | 0     | 0              | 0              | —      | —      | 0      | 0      |
| Club totaal     | Club totaal                | Club totaal          | Club totaal       | 0          | 0          | 0     | 0     | 0              | 0              | 0      | 0      | 0      | 0      |
| 1999/00         | → Sturm Graz (huur)        | Vlag van Oostenrijk  | Bundesliga        | 3          | 0          | ?     | ?     | 2              | 0              | —      | —      | 5      | 0      |
| Club totaal     | Club totaal                | Club totaal          | Club totaal       | 3          | 0          | 0     | 0     | 2              | 0              | 0      | 0      | 5      | 0      |
| 2000/01         | → Yverdon-Sport FC (huur)  | Vlag van Zwitserland | Ligue Nationale A | 3          | 0          | ?     | ?     | —              | —              | —      | —      | 3      | 0      |
| Club totaal     | Club totaal                | Club totaal          | Club totaal       | 3          | 0          | 0     | 0     | 0              | 0              | 0      | 0      | 3      | 0      |
| 2001/02         | Celta de Vigo              | Vlag van Spanje      | Primera División  | 0          | 0          | 0     | 0     | 0              | 0              | —      | —      | 0      | 0      |
| Club totaal1    | Club totaal1               | Club totaal1         | Club totaal1      | 0          | 0          | 0     | 0     | 0              | 0              | 0      | 0      | 0      | 0      |
| 2002/03         | FK Obilić                  | Vlag van Servië      | Superliga         | 5          | 0          | 1     | 0     | 0              | 0              | —      | —      | 6      | 0      |
| Club totaal     | Club totaal                | Club totaal          | Club totaal       | 5          | 0          | 1     | 0     | 0              | 0              | 0      | 0      | 6      | 0      |
| 2002/03         | Sartid Smederevo           | Vlag van Servië      | Superliga         | 16         | 5          | 2     | 1     | 0              | 0              | —      | —      | 18     | 6      |
| 2003/04         | Sartid Smederevo           | Vlag van Servië      | Superliga         | 15         | 8          | 2     | 0     | 4              | 1              | —      | —      | 21     | 9      |
| Club totaal     | Club totaal                | Club totaal          | Club totaal       | 31         | 13         | 4     | 1     | 4              | 1              | 0      | 0      | 39     | 15     |
| 2003/04         | Rode Ster Belgrado         | Vlag van Servië      | Superliga         | 12         | 5          | 3     | 1     | 0              | 0              | —      | —      | 15     | 6      |
| 2004/05         | Rode Ster Belgrado         | Vlag van Servië      | Superliga         | 29         | 21         | 5     | 1     | 6              | 2              | —      | —      | 40     | 24     |
| 2005/06         | Rode Ster Belgrado         | Vlag van Servië      | Superliga         | 3          | 0          | 0     | 0     | 2              | 3              | —      | —      | 5      | 3      |
| Club totaal     | Club totaal                | Club totaal          | Club totaal       | 44         | 26         | 8     | 2     | 8              | 5              | 0      | 0      | 60     | 33     |
| 2005/06         | Hertha BSC                 | Vlag van Duitsland   | Bundesliga        | 28         | 11         | 2     | 1     | 0              | 0              | 0      | 0      | 30     | 12     |
| 2006/07         | Hertha BSC                 | Vlag van Duitsland   | Bundesliga        | 32         | 14         | 4     | 0     | 6              | 2              | 1      | 0      | 43     | 16     |
| 2007/08         | Hertha BSC                 | Vlag van Duitsland   | Bundesliga        | 28         | 13         | 1     | 1     | —              | —              | —      | —      | 29     | 14     |
| 2008/09         | Hertha BSC                 | Vlag van Duitsland   | Bundesliga        | 26         | 7          | 2     | 2     | 9              | 4              | —      | —      | 37     | 13     |
| Club totaal     | Club totaal                | Club totaal          | Club totaal       | 114        | 45         | 9     | 4     | 15             | 6              | 1      | 0      | 139    | 55     |
| 2009/10         | AFC Ajax                   | Vlag van Nederland   | Eredivisie        | 25         | 16         | 6     | 3     | 7              | 2              | —      | —      | 38     | 21     |
| Club totaal     | Club totaal                | Club totaal          | Club totaal       | 25         | 16         | 6     | 3     | 7              | 2              | 0      | 0      | 38     | 21     |
| 2010/11         | Olympiakos Piraeus         | Vlag van Griekenland | Alpha Ethniki     | 20         | 9          | 4     | 1     | 0              | 0              | —      | —      | 24     | 10     |
| 2011/12         | Olympiakos Piraeus         | Vlag van Griekenland | Alpha Ethniki     | 12         | 10         | 3     | 0     | 3              | 0              | —      | —      | 18     | 10     |
| 2012/13         | Olympiakos Piraeus         | Vlag van Griekenland | Alpha Ethniki     | 6          | 1          | 2     | 0     | 1              | 0              | —      | —      | 9      | 1      |
| Club totaal     | Club totaal                | Club totaal          | Club totaal       | 38         | 20         | 9     | 1     | 4              | 0              | 0      | 0      | 51     | 21     |
| Carrière totaal | Carrière totaal            | Carrière totaal      | Carrière totaal   | 295        | 138        | 38    | 11    | 40             | 14             | 1      | 0      | 374    | 163    |

1 N.B. Dit betreft een clubtotaal, dus een totaal van beide periodes bij Celta de Vigo.

Bijgewerkt t/m 12 mei 2013

## Interlandcarrière
Pantelić kwam in totaal drie keer uit voor het voetbalelftal van Servië en Montenegro, gevolgd door veertig interlands (tien doelpunten) voor Servië.
| Interlands van Marko Pantelić voor Servië en Montenegro en Servië | Interlands van Marko Pantelić voor Servië en Montenegro en Servië | Interlands van Marko Pantelić voor Servië en Montenegro en Servië | Interlands van Marko Pantelić voor Servië en Montenegro en Servië | Interlands van Marko Pantelić voor Servië en Montenegro en Servië | Interlands van Marko Pantelić voor Servië en Montenegro en Servië |
| №                                                                 | Datum                                                             | Wedstrijd                                                         | Uitslag                                                           | Competitie                                                        | Goals                                                             |
| Servië en Montenegro                                              | Servië en Montenegro                                              | Servië en Montenegro                                              | Servië en Montenegro                                              | Servië en Montenegro                                              | Servië en Montenegro                                              |
| ----------------------------------------------------------------- | ----------------------------------------------------------------- | ----------------------------------------------------------------- | ----------------------------------------------------------------- | ----------------------------------------------------------------- | ----------------------------------------------------------------- |
| 1                                                                 | 16.11.2003                                                        | Polen – Servië en M.                                              | 4–3                                                               | Vriendschappelijk                                                 | 0                                                                 |
| 2                                                                 | 09.10.2004                                                        | Bosnië en Her. – Servië en M.                                     | 0–0                                                               | WK-kwalificatie                                                   | 0                                                                 |
| 3                                                                 | 13.10.2004                                                        | Servië en M. – San Marino                                         | 5–0                                                               | WK-kwalificatie                                                   | 0                                                                 |
| Servië                                                            |                                                                   |                                                                   |                                                                   |                                                                   |                                                                   |
| 4                                                                 | 16.08.2006                                                        | Tsjechië – Servië                                                 | 1–3                                                               | Vriendschappelijk                                                 | Goal                                                              |
| 5                                                                 | 02.09.2006                                                        | Servië – Azerbeidzjan                                             | 1–0                                                               | EK-kwalificatie                                                   | 0                                                                 |
| 6                                                                 | 06.09.2006                                                        | Polen – Servië                                                    | 1–1                                                               | EK-kwalificatie                                                   | 0                                                                 |
| 7                                                                 | 07.10.2006                                                        | Servië – België                                                   | 1–0                                                               | EK-kwalificatie                                                   | 0                                                                 |
| 8                                                                 | 11.10.2006                                                        | Servië – Armenië                                                  | 3–0                                                               | EK-kwalificatie                                                   | 0                                                                 |
| 9                                                                 | 24.03.2007                                                        | Kazachstan – Servië                                               | 2–1                                                               | EK-kwalificatie                                                   | 0                                                                 |
| 10                                                                | 28.03.2007                                                        | Servië – Portugal                                                 | 1–1                                                               | EK-kwalificatie                                                   | 0                                                                 |
| 11                                                                | 02.06.2007                                                        | Finland – Servië                                                  | 0–2                                                               | EK-kwalificatie                                                   | 0                                                                 |
| 12                                                                | 22.08.2007                                                        | België – Servië                                                   | 3–2                                                               | EK-kwalificatie                                                   | 0                                                                 |
| 13                                                                | 12.09.2007                                                        | Portugal – Servië                                                 | 1–1                                                               | EK-kwalificatie                                                   | 0                                                                 |
| 14                                                                | 13.10.2007                                                        | Armenië – Servië                                                  | 0–0                                                               | EK-kwalificatie                                                   | 0                                                                 |
| 15                                                                | 17.10.2007                                                        | Azerbeidzjan – Servië                                             | 1–6                                                               | EK-kwalificatie                                                   | 0                                                                 |
| 16                                                                | 24.05.2008                                                        | Ierland – Servië                                                  | 1–1                                                               | Vriendschappelijk                                                 | Goal                                                              |
| 17                                                                | 28.05.2008                                                        | Rusland – Servië                                                  | 2–1                                                               | Vriendschappelijk                                                 | Goal                                                              |
| 18                                                                | 31.05.2008                                                        | Duitsland – Servië                                                | 2–1                                                               | Vriendschappelijk                                                 | 0                                                                 |
| 19                                                                | 06.09.2008                                                        | Servië – Faeröer                                                  | 2–0                                                               | WK-kwalificatie                                                   | 0                                                                 |
| 20                                                                | 10.09.2008                                                        | Frankrijk – Servië                                                | 2–1                                                               | WK-kwalificatie                                                   | 0                                                                 |
| 21                                                                | 11.10.2008                                                        | Servië – Litouwen                                                 | 3–0                                                               | WK-kwalificatie                                                   | 0                                                                 |
| 22                                                                | 15.10.2008                                                        | Oostenrijk – Servië                                               | 1–3                                                               | WK-kwalificatie                                                   | 0                                                                 |
| 23                                                                | 28.03.2009                                                        | Roemenië – Servië                                                 | 2–3                                                               | WK-kwalificatie                                                   | 0                                                                 |
| 24                                                                | 01.04.2009                                                        | Servië – Zweden                                                   | 2–0                                                               | Vriendschappelijk                                                 | 0                                                                 |
| 25                                                                | 06.06.2009                                                        | Servië – Oostenrijk                                               | 1–0                                                               | WK-kwalificatie                                                   | 0                                                                 |
| 26                                                                | 10.06.2009                                                        | Faeröer – Servië                                                  | 0–2                                                               | WK-kwalificatie                                                   | 0                                                                 |
| 27                                                                | 10.10.2009                                                        | Servië – Roemenië                                                 | 5–0                                                               | WK-kwalificatie                                                   | Goal                                                              |
| 28                                                                | 14.10.2009                                                        | Litouwen – Servië                                                 | 2–1                                                               | WK-kwalificatie                                                   | 0                                                                 |
| 29                                                                | 03.03.2010                                                        | Algerije – Servië                                                 | 0–3                                                               | Vriendschappelijk                                                 | Goal                                                              |
| 30                                                                | 29.05.2010                                                        | Nieuw-Zeeland – Servië                                            | 1–0                                                               | Vriendschappelijk                                                 | 0                                                                 |
| 31                                                                | 02.06.2010                                                        | Polen – Servië                                                    | 0–0                                                               | Vriendschappelijk                                                 | 0                                                                 |
| 32                                                                | 05.06.2010                                                        | Servië – Kameroen                                                 | 4–3                                                               | Vriendschappelijk                                                 | Goal                                                              |
| 33                                                                | 13.06.2010                                                        | Servië – Ghana                                                    | 0–1                                                               | WK-eindronde                                                      | 0                                                                 |
| 34                                                                | 23.06.2010                                                        | Australië – Servië                                                | 2–1                                                               | WK-eindronde                                                      | Goal                                                              |
| 35                                                                | 11.08.2010                                                        | Servië – Griekenland                                              | 0–1                                                               | Vriendschappelijk                                                 | 0                                                                 |
| 36                                                                | 09.02.2011                                                        | Israël – Servië                                                   | 0–2                                                               | Vriendschappelijk                                                 | 0                                                                 |
| 37                                                                | 25.03.2011                                                        | Servië – Noord-Ierland                                            | 2–1                                                               | EK-kwalificatie                                                   | Goal                                                              |
| 38                                                                | 29.03.2011                                                        | Estland – Servië                                                  | 1–1                                                               | EK-kwalificatie                                                   | Goal                                                              |
| 39                                                                | 10.08.2011                                                        | Rusland – Servië                                                  | 1–0                                                               | Vriendschappelijk                                                 | 0                                                                 |
| 40                                                                | 02.09.2011                                                        | Noord-Ierland – Servië                                            | 0–1                                                               | EK-kwalificatie                                                   | Goal                                                              |
| 41                                                                | 06.09.2011                                                        | Servië – Faeröer                                                  | 3–1                                                               | EK-kwalificatie                                                   | 0                                                                 |
| 42                                                                | 07.10.2011                                                        | Servië – Italië                                                   | 1–1                                                               | EK-kwalificatie                                                   | 0                                                                 |
| 43                                                                | 11.10.2011                                                        | Slovenië – Servië                                                 | 1–0                                                               | EK-kwalificatie                                                   | 0                                                                 |

## Erelijst
| Competitie                     |                |                           |                |                |
| Competitie                     | Aantal         | Jaren                     |                |                |
| Lausanne-Sport                 | Lausanne-Sport | Lausanne-Sport            | Lausanne-Sport | Lausanne-Sport |
| ------------------------------ | -------------- | ------------------------- | -------------- | -------------- |
| Schweizer Cup                  | 1x             | 1998/99                   |                |                |
| Paris Saint-Germain            |                |                           |                |                |
| Trophée des Champions          | 1x             | 1998                      |                |                |
| Sturm Graz                     |                |                           |                |                |
| ÖFB-Supercup                   | 1x             | 1999                      |                |                |
| FK Smederevo                   |                |                           |                |                |
| Beker van Servië en Montenegro | 1x             | 2002/03                   |                |                |
| Rode Ster Belgrado             |                |                           |                |                |
| Superliga                      | 1x             | 2003/04                   |                |                |
| Beker van Servië en Montenegro | 1x             | 2003/04                   |                |                |
| Hertha BSC                     |                |                           |                |                |
| UEFA Intertoto Cup             | 1x             | 2006                      |                |                |
| Ajax                           |                |                           |                |                |
| KNVB beker                     | 1x             | 2009/10                   |                |                |
| Olympiakos Piraeus             |                |                           |                |                |
| Super League                   | 3x             | 2010/11, 2011/12, 2012/13 |                |                |
| Beker van Griekenland          | 2x             | 2011/12, 2012/13          |                |                |